# 友野宗善
友野 宗善（ともの そうぜん、生没年不詳）は、戦国時代に駿河国府中を拠点とした豪商。通称は次郎兵衛尉。
今川氏の商人頭を務める一方で、「友野座」と称される座を率いて木綿販売を独占した他、油や茜の売買を支配し、更に米や酒の取引をも行った。また、東海道の伝馬の業も行った。今川氏の没落後も武田氏・徳川氏など駿河国の歴代の支配者から府中をはじめとする領内の商人の統制と木綿の販売を任された。後に徳川家康が大御所として駿府城に入った時に、彦坂光正を助けて町割を行ったとされる。子孫は友野与左衛門と称して駿府町年寄を務めた。